# Sergio Gómez-Alba
Sergio Gómez-Alba Ruiz (Madrid, 25 de julio de 1943) es un político y empresario español, residente en Madrid.

## Biografía
Licenciado en Ciencias Políticas y Sociología. Ingresó al Partido Popular de Cataluña de la mano de Alejo Vidal-Quadras, y ha sido secretario de formación y vicesecretario general electoral del PP de Barcelona y miembro de la Junta Directiva Nacional del Partido Popular. Ha sido también diputado al Congreso por la provincia de Barcelona en las elecciones generales de 1993, 1996 y 2000.
Ha sido Secretario de la Comisión de Cultura del Congreso de los Diputados, Vicepresidente de la Comisión Parlamentaria de RTVE, Presidente de la Delegación española en la Conferencia Interparlamentaria Europea sobre el Espacio de 1996 a 2004 y Director de la Oficina Parlamentaria del Partido Popular de Cataluña hasta el 2004.
Ha publicado sus recuerdos en Los años de Aznar. Una crónica histórica de quien estuvo allí para contarlo. Almuzara, Córdoba, 2020.